# Gymnotus arapiuns
Gymnotus arapiuns  — вид гімнотоподібних риб родини гімнотових (Gymnotidae). Описаний у 2020 році.

## Поширення
Ендемік Бразилії. Виявлений лише у річці Арапіунс (притока Тапажоса) у штаті Пара на півночі країни.